# Boško Balaban
Boško Balaban (født 15. oktober 1978 i Rijeka, Jugoslavien) er en kroatisk tidligere fodboldspiller (angriber).
Balaban spillede 35 kampe og scorede ti mål for Kroatiens landshold i perioden 2000-2007. Han var med i den kroatiske trup til både VM 2002 i Sydkorea/Japan og VM 2006 i Tyskland, hvor kroaterne ved begge turneringer blev slået ud efter det indledende gruppespil.
På klubplan repræsenterede Balaban blandt andet Dinamo Zagreb og HNK Rijeka i hjemlandet, engelske Aston Villa og belgiske Club Brugge.